# ハンサムボーイ
『ハンサムボーイ』は、井上陽水の13枚目のオリジナル・アルバム。

## 概要
前作『Negative』以来2年10か月ぶりのアルバムで、陽水最大のヒット曲である「少年時代」が収録されている。

## 収録曲
| 全作詞: 井上陽水。 |                    |           |                    |                                                   |      |
| #                  | タイトル           | 作詞      | 作曲               | 編曲                                              | 時間 |
| 1.                 | 「Pi Po Pa」       | 井上陽水  | 井上陽水           | 井上陽水・細野晴臣                                | 3:55 |
| 2.                 | 「エミリー」       | 井上陽水  | 井上陽水           | 井上陽水・平井夏美                                | 3:35 |
| 3.                 | 「ライバル」       | 井上陽水  | 井上陽水           | 川島裕二                                          | 3:52 |
| 4.                 | 「最後のニュース」 | 井上陽水  | 井上陽水           | 井上陽水・川島裕二                                | 3:55 |
| 5.                 | 「ギャラリー」     | 井上陽水  | 井上陽水           | 星勝                                              | 5:07 |
| 6.                 | 「少年時代」       | 井上陽水  | 井上陽水・平井夏美 | 井上陽水・平井夏美 ストリングスアレンジ: 星勝     | 3:21 |
| 7.                 | 「フィクション」   | 井上陽水  | 井上陽水           | 後藤次利                                          | 4:51 |
| 8.                 | 「Tokyo」          | 井上陽水  | 井上陽水・平井夏美 | 井上鑑                                            | 2:56 |
| 9.                 | 「夢寝見」         | 井上陽水  | 井上陽水           | 川島裕二・藤井丈司                                | 5:02 |
| 10.                | 「自然に飾られて」 | 井上陽水  | 井上陽水・平井夏美 | 井上陽水・平井夏美 ストリングスアレンジ: 服部克久 | 6:09 |
| 11.                | 「長時間の飛行」   | 井上陽水  | 井上陽水・川島裕二 | 川島裕二                                          | 4:23 |
| 合計時間:          | 合計時間:          | 合計時間: | 合計時間:          | 47:06                                             |      |

### カセットテープ
| 全作詞: 井上陽水。 |                    |           |                    |                                               |      |
| #                  | タイトル           | 作詞      | 作曲               | 編曲                                          | 時間 |
| 1.                 | 「Pi Po Pa」       | 井上陽水  | 井上陽水           | 井上陽水・細野晴臣                            | 3:55 |
| 2.                 | 「エミリー」       | 井上陽水  | 井上陽水           | 井上陽水・平井夏美                            | 3:35 |
| 3.                 | 「ライバル」       | 井上陽水  | 井上陽水           | 川島裕二                                      | 3:52 |
| 4.                 | 「最後のニュース」 | 井上陽水  | 井上陽水           | 井上陽水・川島裕二                            | 3:55 |
| 5.                 | 「ギャラリー」     | 井上陽水  | 井上陽水           | 星勝                                          | 5:07 |
| 6.                 | 「少年時代」       | 井上陽水  | 井上陽水・平井夏美 | 井上陽水・平井夏美 ストリングスアレンジ: 星勝 | 3:21 |
| 合計時間:          | 合計時間:          | 合計時間: | 合計時間:          | 23:45                                         |      |

| 全作詞: 井上陽水。 |                    |           |                    |                                                   |      |
| #                  | タイトル           | 作詞      | 作曲               | 編曲                                              | 時間 |
| 1.                 | 「フィクション」   | 井上陽水  | 井上陽水           | 後藤次利                                          | 4:51 |
| 2.                 | 「Tokyo」          | 井上陽水  | 井上陽水・平井夏美 | 井上鑑                                            | 2:56 |
| 3.                 | 「夢寝見」         | 井上陽水  | 井上陽水           | 川島裕二・藤井丈司                                | 5:02 |
| 4.                 | 「自然に飾られて」 | 井上陽水  | 井上陽水・平井夏美 | 井上陽水・平井夏美 ストリングスアレンジ: 服部克久 | 6:09 |
| 5.                 | 「長時間の飛行」   | 井上陽水  | 井上陽水・川島裕二 | 川島裕二                                          | 4:23 |
| 合計時間:          | 合計時間:          | 合計時間: | 合計時間:          | 23:21                                             |      |

## 楽曲解説
1. Pi Po Pa
  - '90 NTTイメージソング
  - 細野晴臣が陽水と共作で編曲を担当し、女性ボーカルに矢野顕子が参加している。
  - 浜口茂外也グループが、1990年に発表したアルバム『TAKARA MONDE』[2]に収録されている楽曲のセルフカバー。
2. エミリー
  - '88 AGF『マキシム』イメージソング
  - CMでは、英語で歌われている。
3. ライバル
  - コーラスに石川セリ、ギターはいまみちともたかが参加している。
4. 最後のニュース
  - TBS系『筑紫哲也 NEWS23』エンディングテーマ
5. ギャラリー
  - 荻野目洋子へ提供した楽曲のセルフカバー。
6. 少年時代
  - 東宝映画『少年時代』主題歌。
  - ピアノ演奏は来生たかお。「素人感がいい」との陽水の依頼による。

1. フィクション
  - 森進一へ提供した楽曲のセルフカバー。
  - 後藤次利が編曲を担当している。
  - 1990年12月27日放送の『とんねるずのみなさんのおかげです・年末特大スペシャル』（フジテレビ）に井上がゲスト出演した際に披露しているが、ここではレコーディングに参加した後藤、大村憲司、浜口茂外也、菅原弘明、難波正司に加え、青山純がドラムで参加。
2. Tokyo
  - サントリー『ローヤル』イメージソング
  - 翌91年3月にシングルカットされた。
3. 夢寝見
  - '89 日産『セフィーロ』イメージソング
4. 自然に飾られて
  - '90 日産『セフィーロ』イメージソング
5. 長時間の飛行

## 演奏
- Drums：山木秀夫・島村英二・小田原豊
- Bass：細野晴臣・後藤次利・MECKEN・美久月千晴・バカボン鈴木
- Electric Guitar：大村憲司・いまみちともたか・角田順・松原正樹
- Gut Guitar：佐藤正美・古川昌義・小倉博和
- Acoustic Guitar：井上陽水・安田裕美
- Piano：川原伸司・来生たかお・中西康晴
- Synthesizer：細野晴臣・川島裕二・井上鑑・難波正司・コシミハル・千住明
- Programming：藤井丈司・菅原弘明・辻伸夫・川島裕二・MA*TO・木本靖夫
- Percussions：浜口茂外也・細野晴臣・鳴嶋英治・橋田正人・木村誠・HINOTAMAO
- Brass Wirds：兼崎順一・数原晋・林研一郎・小林正弘・中沢健二・西山健治・清岡太郎・YASUO TSUBOUCHI・岡田澄夫・渡辺克
- Wood Wirds：春名禎子・相馬充[注釈 1]・星川竜二・十亀正司・石橋雅一・井上俊次・JAKE.H.CONCEPTION・金城寛文・高野正幹・HIROYUKI ICHIHARA・土岐英史
- Strings：KANEKO ASUKA STRINGS・TADA STRINGS
- Chorus：矢野顕子・吉田美奈子・石川セリ

BY THE COURTESY OF
- 細野晴臣 by the courtesy of EPIC SONY RECORDS
- いまみちともたか by the courtesy of EPIC SONY RECORDS
- 来生たかお by the courtesy of KITTY RECORDS
- コシミハル by the courtesy of FUN HOUSE INC.
- 小田原豊 by the courtesy of CBS/SONY RECORDS / FITZBEAT
- 山木秀夫 by the courtesy of SOHBI CORPORATION
- 矢野顕子 by the courtesy of MIDI INC.
- 吉田美奈子 by the courtesy SOHBI CORPORATION